# Lay It on the Line
Lay It On The Line is een Britse melodieuze hardcoreband uit Londen.

## Bezetting
Huidige leden
- Alice Hour (zang)
- Jakub (gitaar)
- James Eaton-Brown (drums)
- Donuts (basgitaar)
- Mike Scott (zang, gitaar)

Voormalige leden
- Matt Scott
- Matt Ash
- Tristan Chate
- Dave Smith
- Hannah Fautley

## Geschiedenis
Ze werden in 2012 geformeerd door Phinius Gage-lid Mike Scott, zijn broer Matt en Dave Smith, die oorspronkelijk gitarist was in Not Katies. Ze schreven hun demo op één avond en namen die op in één dag. Voorgestaan door Radio 1 dj Mike Davies voordat ze een show hadden gespeeld, heeft de band tot nu toe vier ep's uitgebracht en met een nieuwe bezetting werd hun debuutalbum The Black Museum uitgebracht bij Disconnect Records op 30 juni 2017. Hun huidige bezetting bevat ook Donuts on base, die voorheen van Hang The Bastard was. Vanaf 2018 zijn ze in de studio om het tweede album op te nemen.

## Discografie
- 2012: Midnight in the Bellagio (demo opname)
- 2012: A Lesson in Personal Finance ep (gebaseerd op het verhaal van het schoolhoofd dat werd vermoord op de school waar Mike en Matt aanwezig waren)
- 2013:	Crowhurst ep (gebaseerd op het verhaal van Donald Crowhurst)
- 2013: Split met de Belgische band Arizona. 7" vinyl publicatie- 2 songs van elke band. Lay It On The Line's song Therapia Lane is over de moord op de persoonlijke vriend Ben Gardner, vermoord in hun geboortestad in 2009.
- 2013: Vigilance ep (gebaseerd op de getuigenis van George Hutchinson, getuige bij de Whitechapel Murders in 1888.
- 2015:	A Prelude To The Process ep (gebaseerd op de leer van Robert DeGrimston en The Process Church of The Final Judgement)
- 2017:	The Black Museum lp